# Казанская даруга
Казанская дорога (дару́га) — административно-территориальная единица Уфимского уезда, в нач. 18 в. — Уфимской провинции с 1744 — Оренбургской губернии.

## Название
Связано с наименованием географического объекта, к которому примыкала внешняя граница Уфимского уезда — Казанским уездом.

## География
Включала западные и северо-западные части Оренбургской губернии, нижнее течение реки Белая с притоками, бассейн реки Ик (левый приток Камы). 
Не имела чёткого территориального оформления, её границы были подвижными. Граничила с Осинской дорогой на северо-востоке, на юге и юго-востоке — с Ногайской дорогой, на западе и северо-западе — с Казанским уездом. По площади Казанская дорога занимала третье место из четырёх дорог Исторического Башкортостана.

## История
По разным сведениям учёных И. Г. Акманова, Р. Г. Букановой, А. Н. Усманова и других, деление территории Исторического Башкортостана на дороги известны с XIII века. Согласно Н. А. Гурвичу, Р. Г. Игнатьеву, В. В. Трепавлову и другим, появление дорог относится к 1570-м, а по П. И. Рычкову — к 1630-м.
С конца XVI века территория Уфимского уезда была разделена на Казанскую, Ногайскую, Осинскую и Сибирскую дороги, эти дороги с начала XVIII — в Уфимской провинции. С 1744 в составе Оренбургской губернии, вплоть до упразднения дорог около 1798, когда учреждены кантоны.
В 1725—1726 годах на территории Казанской дороги находились 12 башкирских волостей. В конце 1730-х для управления дорог введена должность главного старшины.
В 1775 году в состав дороги входили 18 волостей: Байлярская, Булярская, Гарейская, Дуванейская, Ельдякская, Еланская (Иланская), Енейская, Канлинская (Калнинская), Каршинская, Киргизская, Кыпсакская (Кипчакская), Кыр-Еланская, Надырова, Сарайлы-Минская (Сарали-Минская), Сынрянская (Сенирянская), Урман-Гарейская, Шамшадинская (Шемшадинская) и Юрминская.
Окончательно Казанская дорога, как территориальная единица, была упразднена около 1798 после введения кантонной системы управления и деления учреждённой в 1796 Оренбургской губернии на уезды.

## Население
В 1725—1726, в 12 волостях, количество дворов достигало 7,8 тысяч. В 1773, в 18 волостях, насчитывалось 4340 дворов, проживало более 39 тыс. башкир.

## Старшины
В период Восстания Пугачёва главной старшиной дороги был Юсуп Надыров.